# Вальдисотто
Вальдисо́тто (итал. Valdisotto) — коммуна в Италии, в провинции Сондрио области Ломбардия.
Население составляет 3 216 человек, плотность населения составляет 37 чел./км². Занимает площадь 88 км². Почтовый индекс — 23030. Телефонный код — 0342.